# Arjan Witte
Arjan Witte (Utrecht, 1961) is een Nederlands dichter, prozaïst, essayist, componist en muzikant. Hij schreef onder meer de romans Rode zeep, Huurder en Oswin, geboorte van een moraal. In 2024 verschijnt Dub Holland, een door Ingmar Heytze samengestelde bloemlezing. 
In 1998 verscheen de dichtbundel Kikkerbloed. Ook trad hij dat jaar op tijdens het Singel Singel Schrijfmasjien Festival in Utrecht met een combinatie van gedichten en stroboscopen. In 2018 verscheen van zijn hand de biografie over Oswald Spengler. Met Tommy Wieringa is hij oprichter van literair Tijdschrift Vrijstaat Austerlitz en bracht bracht hij onder de naam Donskoy de cd Beatnik Glory uit. Hij speelde Hammondorgel en delay in de band van Spinvis. In het tijdschrift Zoetermeer introduceerde Arjan Witte in Boek 1 het verhaal ‘Bloedvlag’. In Boek 2 van dit tijdschrift verscheen de eerste episode van de cultroman Rode zeep. Een roman in dertien episoden.. Hij is ook de auteur van twee korte speelfilms: Harry, waarin een dwangmatige winkeldief bij de kassa wordt uitgeroepen tot 100.000ste bezoeker en Poppa Zulu, het portret van een psychotisch geworden zendamateur.

## Biblio- en discografie

### Proza
| Titel                          | Vorm        | Uitgever         | Jaar |
| ------------------------------ | ----------- | ---------------- | ---- |
| Rode Zeep                      | Roman       | In de Knipscheer | 1995 |
| Huurder                        | Roman       | In de Knipscheer | 1996 |
| Kikkerbloed                    | Dichtbundel | Kwadraat         | 1998 |
| Oswin, geboorte van een moraal | Roman       | Passage          | 2002 |
| Oswald Sprengler               | Biografie   | Aspekt           | 2018 |

### Korte verhalen en Poëzie
| Titel                                                                   | Vorm                   | Gepubliceerd in                                                   | Jaar           |
| ----------------------------------------------------------------------- | ---------------------- | ----------------------------------------------------------------- | -------------- |
| Bloedvlag                                                               | Verhaal                | Zoetermeer Boek 1                                                 | 1995           |
| Eerste episode Rode Zeep                                                | Episode                | Zoetermeer Boek 2                                                 | 1995           |
| Groeikern                                                               | Verhaal                | De Gids, jaargang 162                                             | 1999           |
| Op de snelweg van het vlees (voor een in de tuin gevonden kikkerskelet) | Gedicht                | Passionate, jaargang 9                                            | 2002           |
| Oogstlied (naar A.C.W. Staring)                                         | Gedicht                | Passionate, jaargang 11                                           | 2004           |
| Geen rock-'n-roll visie op Spinvis                                      | Opinie                 | Passionate, jaargang 12                                           | 2005           |
| Psych-O-Besitas                                                         | Gedichten-pamflet      | Kunstproductie Excelsior Records 1e druk Excelsior Record 2e druk | 2022 2023 2023 |
| Dub Holland                                                             | Bloemlezing, hardcover | Excelsior Recordings                                              | 2024           |

### Muziek en optredens
| Titel / Performance                           | Band / groep | Jaar        | Bijzonderheden                                      |
| --------------------------------------------- | --- | ----------- | --------------------------------------------------- |
| Singel Singel Schrijfmasjien Festival Utrecht | Solo | 1998        | Optreden met stroboscopen en gedichten              |
| Beatnik Glory (CD)                            | Donskoy | 2005        | met Tommy Wieringa                                  |
| Rode Zeep 15 jaar                             | Ingmar Heytze, Ruben Van Gogh, Tommy Wieringa, Arjan Witte; Spinvis, Roos Rebergen (Roosbeef), Hank The Knife and the Jets. | 2010        | tribute aan cultroman Rode Zeep                     |
| Live                                          | Hank the Knife & The Jets                                                                                                   | 2009-2013   | Toetsenist                                          |
| Live                                          | Spinvis | 2014-2018   | Trompet, toetsenist, percussie, ontregelaar / delay |
| De Happening: Simon Leeft                     | Optreden | 1 juli 2018 | Simon Vinkenoog Tribute                             |
| Live op Lowlands                              | Solo | 2020 2024   | Spoken Word                                         |
| Clubtour Be-Bop-A-Lula                        | Spinvis | 2023- 2024  |                                                     |

### Films
| Titel      | Rol                           | Jaar |
| ---------- | ----------------------------- | ---- |
| Harry      | Scenario met Joost Wieman     | 1987 |
| Poppa Zulu | Auteur, scenario Joost Wieman | 1988 |

### Bloemlezingen
Er is poëzie van Arjan Witte aangetroffen in de volgende bloemlezingen:
| Titel | Uitgever                   | Plaats    | Jaar |
| --- | -------------------------- | --------- | ---- |
| Double Talk | De Arbeiderspers           | Amsterdam | 1997 |
| Sprong naar de sterren | Kwadraat                   | Utrecht   | 1999 |
| Drugs | Uitgeverij 521             | Amsterdam | 2002 |
| In memoriam Prins Claus, Gedichten                                                                                                   | Passage                    | Groningen | 2002 |
| Rock-'n-Roll | Uitgeverij 521             | Amsterdam | 2002 |
| Utrecht, de stad in gedichten | Uitgeverij 521             | Amsterdam | 2002 |
| War on war, gedichten, geen bommen                                                                                                   | De Papieren Tijger         | Breda     | 2003 |
| Komrij's Nederlandse poëzie van de 19de t/m de 21ste eeuw in 2000 en enige gedichten (Samenstelling Gerrit Komrij)                   | Bert Bakker                | Amsterdam | 2004 |
| Literair Paspoort 2004 | Stichting Dichter aan huis | Den Haag  | 2004 |
| Klotengedichten | Passage                    | Groningen | 2004 |
| Spiegel van de moderne Nederlandse en Vlaamse dichtkunst (Samenstelling Hans Warren en Mario Molegraaf)                              | Balans                     | Amsterdam | 2005 |
| 25 Jaar Nederlandstalige poëzie 1980-2005 in 666 en een stuk of wat gedichten                                                        | BnM Uitgevers              | Nijmegen  | 2006 |
| De Nederlandse poëzie van de twintigste en de eenentwintigste eeuw in 1000 en enige gedichten (Samenstelling Ilja Leonard Pfeijffer) | Prometheus                 | Amsterdam | 2016 |